# Bryocyclops constrictus
Bryocyclops constrictus – gatunek widłonoga z rodziny Cyclopidae. Nazwa naukowa gatunku została po raz pierwszy opublikowana w 1950 roku przez szwedzkiego zoologa Knuta Lindberga.